# びんごライナー

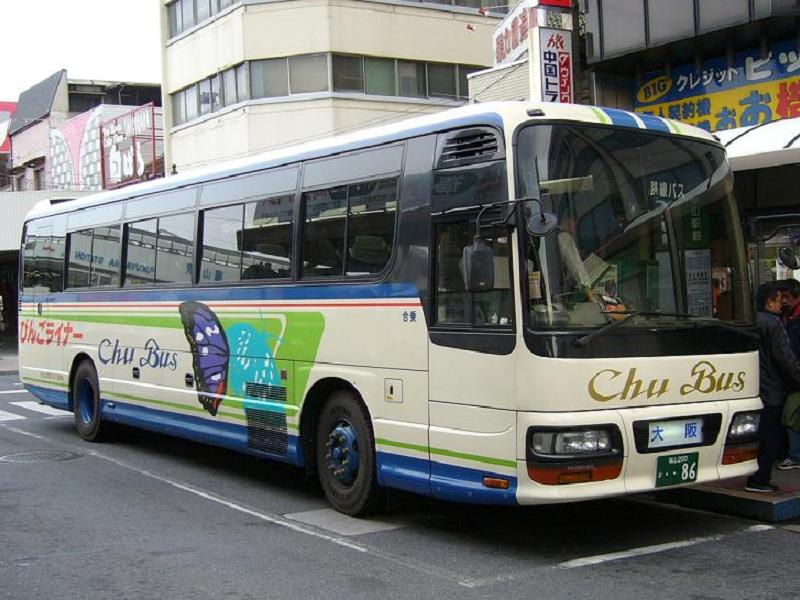
びんごライナー（中国バス）

びんごライナーは、大阪府大阪市と広島県福山市・府中市・尾道市を結ぶ高速バス路線である。
全便予約、座席指定制。当日空席があれば予約無しでも乗車可能。

## 運行会社
- 中国バス
  - 2020年2月1日より同社の単独運行となっている。
  - 2020年2月1日時点では福山営業所が1往復（福山発着）、府中営業所が1往復（府中発着）、尾道営業所が1往復（尾道発着）をそれぞれ担当。

### 過去の運行会社
- 近鉄バス
  - 布施営業所が2往復（府中線・尾道線各1往復）を担当していた。運行開始前・終了後は大阪での運行支援を担当。

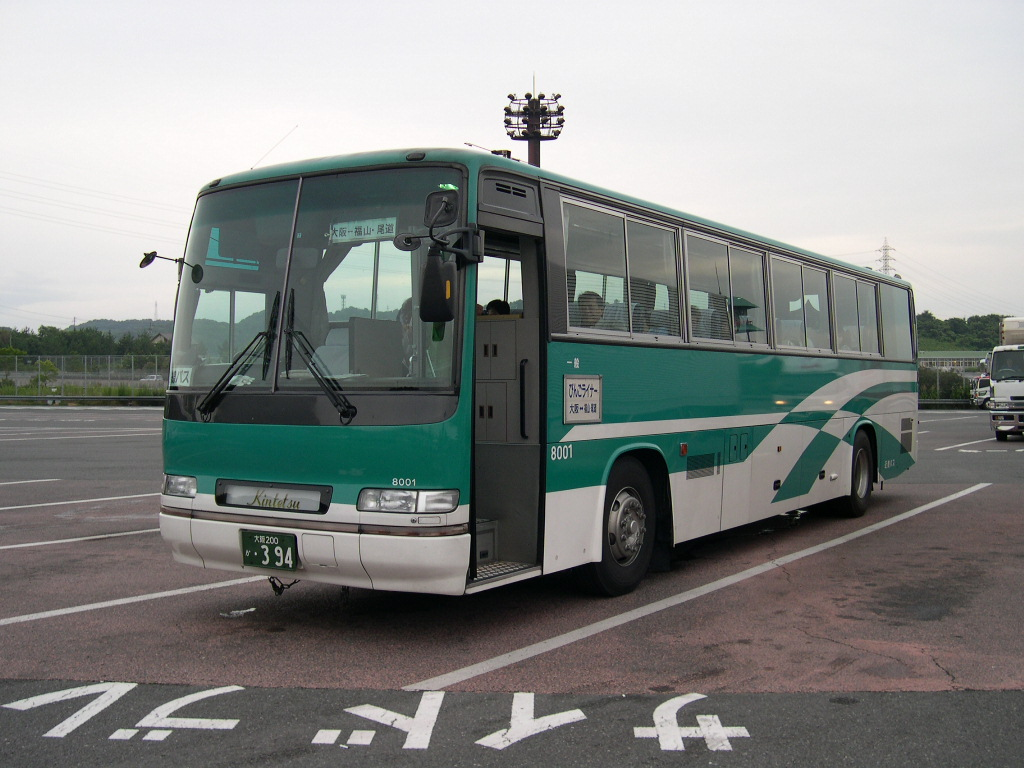
びんごライナー（近鉄バス）

## 停車停留所
矢印（⇔）を跨がない区間のみの利用は不可。
- 近鉄なんば駅西口（OCAT） - 大阪駅前（地下鉄東梅田） - 大阪国際空港 ⇔ 広尾 - 新橋 - 福山駅前

### 過去の停車停留所
福山駅前 - 府中・尾道方面は主要停留所のみ記載。
- 府中発着便
  - 近鉄なんば駅西口（OCAT） - 大阪駅前（地下鉄東梅田） - 大阪国際空港 ⇔ 広尾 - 新橋 - 福山駅前 - 中国バス府中営業所（目崎車庫）
- 尾道発着便
  - 近鉄なんば駅西口（OCAT） - 大阪駅前（地下鉄東梅田） - 大阪国際空港 ⇔ 広尾 - 新橋 - 福山駅前 - 尾道駅前 - 三成（中国バス尾道営業所）

## 運行経路
福山・府中発着便
大阪市浪速区内（なんば） - 大阪市北区内（梅田） - 阪神高速12号守口線 - 阪神高速1号環状線 - 阪神高速13号東大阪線（福山・府中行きのみ） - 阪神高速1号環状線 - 阪神高速11号池田線 - 中国自動車道 - 山陽自動車道 - 福山東IC - 国道182号 - 国道2号 - 福山市内 - 国道313号 - 広島県道391号加茂福山線 - 国道486号 - 府中市内
尾道発着便
大阪市浪速区内（なんば） - 大阪市北区内（梅田） - 阪神高速12号守口線 - 阪神高速1号環状線 - 阪神高速13号東大阪線（福山・尾道行きのみ） - 阪神高速1号環状線 - 阪神高速11号池田線 - 中国自動車道 - 山陽自動車道 - 国道182号 - 国道2号 - 福山市内 - 国道2号 - 赤坂バイパス - 松永道路 - 尾道福山自動車道 - 国道2号 - 尾道市内　
※各系統とも、三木SA・吉備SAで休憩あり。

## 運行回数
- 昼行便1日2往復

## 歴史
- 1995年（平成7年）
  - 2月 - 阪神大震災により山陽新幹線が不通となったため、近畿日本鉄道（現：近鉄バス）・中国バス・井笠鉄道（井笠バスカンパニーの実質的な前身）・鞆鉄道の4社が大阪（上本町） - 福山間に臨時高速バスを運行（4月まで）。
  - 12月15日 - 中国バス単独で大阪 - 福山・府中間で正式に運行開始。当初は1日2往復であった。大阪側の予約・発券業務は近畿日本鉄道が担当。
- 1999年（平成11年）
  - 3月20日 - 近畿日本鉄道が正式に参入。同時に大阪 - 福山・尾道線を運行開始。
  - 10月1日 - 近畿日本鉄道自動車局分社化により、同社担当便が近鉄バスに移管。
- 2001年（平成13年）3月31日 - ユニバーサル・スタジオ・ジャパンへの乗り入れ開始（2004年9月30日まで）。
- 2004年（平成16年）10月 - 大阪上本町駅乗り入れを廃止し、OCATまでの運行となる。
- 2006年（平成18年）12月22日 - 旧・中国バスの事業廃止により、同社担当便が新・中国バス（両備ホールディングスの100%子会社）に移管。
- 2008年（平成20年）
  - 7月10日 - OCAT - 梅田間一般道経由にともない、所要時間の見直しを実施。
  - 10月1日 - 中国バス担当車のみ福山駅 - 府中営業所間でクローズドドアを解除し、同区間内のみの乗車が可能となる。
- 2010年（平成22年）12月1日 - ポイントカード開始、2,900円キャンペーン実施（2011年3月31日まで）。座席指定制導入。
- 2011年（平成23年）9月1日 - 片道3,000円キャンペーン実施（本年12月20日まで）。
- 2012年（平成24年）10月1日‐「大阪国際空港」停留所新設、乗り入れ開始。
- 2014年（平成26年）ごろ - 福山駅 - 府中営業所間での同区間内のみの乗車ができなくなる[1][2]。
- 2020年（令和2年）
  - 2月1日 - 1日3往復（福山線1往復、府中線1往復、尾道線1往復）に減便[3]し、近鉄バスが運行を終了（大阪側の予約・運行協力は継続）。
  - 4月13日 - 新型コロナウイルス感染拡大の影響により、この日の出発便より当分の間運休[4]
  - 7月3日 - 府中・尾道1往復ずつのみ運転再開[5]。
- 2021年（令和3年）
  - 1月18日 - この日より当面の間運休[6]。その後、繁忙期のみの運行となる。
  - 4月1日 - 平成大学停留所の廃止[7]。
- 2023年（令和5年）
  - 3月4日 - 土日の運行を再開。福山発着2往復の運行となり、府中・尾道発着便は設定されなかった[8]。
  - 3月27日 - 土日と同ダイヤで平日の運行を再開[8]。
  - 9月1日 - 実証運行として岡山インター停留所に停車。同停留所で岡山 - 京都線に乗り継ぐことで、福山 - 京都間の移動を可能とした（本年12月20日まで）[9]。
- 2024年（令和6年）
  - 4月1日 - 府中・尾道発着便廃止[10]。

## 車内設備
- 4列シート（3列シートの便あり）
- トイレ（近鉄担当車にはついていない場合があった）